# Love?
Love? je sedmi studijski album američke pjevačice Jennifer Lopez objavljen 29. travnja 2011. godine. Sadrži hit singlove "On the Floor", duet s Pitbullom i "I'm Into You", duet s Lil Waynom. Snimanje albuma je počelo 2009., te je datum izlaska najavljen za siječanj 2010. Ipak, nakon neuspjeha glavnog singla "Louboutins", Lopez i Sony Music Entertainment su završili svoju suradnju. 2010. Lopez je potpisala izdavački ugovor s Island Def Jam, pod čijem je etiketom izdat album Love? 28. travnja 2011.
Album uključuje miks prethodno snimanih pjesama, te novih pjesama koje su producirali Christopher Stewart, The-Dream i RedOne. Album je po žanru R&B, pop i hip hop. 
Prvi singl s albuma, "On the Floor" je izdat 11. veljače 2011. i uključuje 2 rap strofe koje izvodi Pitbull. Taj singl je imao uspjeh na ljestvicama širom svijeta, te se plasirao u jedna od prvih pet mjesta na skoro svim glazbenim ljestvicama u svijetu, te je postao Lopezin najuspješniji singl u posljednjih osam godina.

## Pozadina
Tijekom veljače 2009. na internetu je objavljena pjesma "Hooked On You". Tijekom ožujka na internet su procurile pjesme "What Is Love" i "One Love". Lopez je potvrdila da snima novi studijski album, te da će se skaldbe "One Love" i "What Is Love" naći na njemu. Digital Spy je izvijestio da će album izaći u siječnju 2010., u isto vrijeme kada i film Plan B. Nakon dodjele MTV-evih glazbenih video nagrada, reper Pitbull je izjavio da je s Lopez snimio novu pjemum i spot za nju. Naziv pjesme je "Fresh Out The Oven". People Magazine je potvrdio da je naziv Lopezinog sedmog studijskog albuma Love? Pjesma "Fresh Out The Oven" neće se naći na album, niti je singl s istog, već je promotivna pjesma objavljena za promociju albuma. Lopez je za pjesmu koristila svoj alter ego nazvan Lola. Amanda Ghost, vlasnica Epica, izjavila je da je Lola samo figura korištena za pjesmu. Zapravo, Lola uopće neće biti na albumu, a Lopez nije postala Sasha Fierce. Na albumu je počela raditi za vrijeme svoje trudnoće 2007. godine.

## Singlovi
On the Floor
Pjesma "On the Floor" je objavljena kao prvi singl s albuma 11. veljače 2011. Pitbull je gostujući izvođač na pjesmi. Ova pjesma je prva s albuma koja se počela puštati na američkom i kanadskom radiju, nakon neuspjeha promotivnih singlova "Fresh Out the Oven" te "Louboutins". Pjesma je dostigla prvo mjesto u 18 zemalja, te se plasirala na 3. mjesto Billboarda Hot 100. U Ujedinjenom Kraljestvu  "On the Floor" je postao Lopezin treći singl na prvom mjestu.
I'm Into You
Pjesma "I'm Into You" je izdata kao drugi singl s albuma 1. travnja 2011. godine. Na njoj se pojavljuje Lopezin omiljeni reper, Lil Wayne. Glazbeni video za pjesmu je izdan 2. svibnja 2011. 
Papi
Tijekom intervjua s Home Shooping Network Lopez je otkrila planove da se treći i četvrti singl izdaju zajedno. Internet sajt Digital Spy je objavio vijest da će pjesma produciranu od RedOnea "Papi" biti treći singl s albuma.